# Martina Ritter
Martina Ritter, née le 23 septembre 1982 à Linz, est une coureuse cycliste autrichienne. Elle est multiple championne d'Autriche sur route.

## Biographie
Après avoir eu une jeunesse sportive, elle arrête le sport à l'âge 15 ans pour ne reprendre qu'en 2004. Elle étudie l'économie et la pédagogie de l'économie. Elle commence le cyclisme en 2006. En 2007, elle participe à une cyclo-sportive montagneuse et en finit troisième. Elle continue les années qui suivent à prendre le départ de nombreux autres événements de ce type. Elle est sélectionnée pour la première fois en équipe nationale en 2011. Elle enregistre ses premiers résultats significatifs au niveau professionnel en 2012 et continue sa progression. Elle devient professionnelle au sein de l'équipe BTC City Ljubljana en 2014,.
Elle travaille comme banquière à côté de son activité de coureuse professionnelle. Elle est licenciée au club Union Bad Leonfelden.

## Palmarès sur route

### Par années
- 2012
  - 2e du championnat d'Autriche sur route
  - 2e du championnat d'Autriche du contre-la-montre
  - 2e du Memorial Davide Fardelli
  - 3e du Tour de Feminin - O cenu Ceskeho Svycarska
- 2013
  -  Championne d'Autriche du contre-la-montre
  - 2e du championnat d'Autriche sur route
  - 2e du championnat d'Autriche du critérium
  - 3e du Tour de Feminin - O cenu Ceskeho Svycarska
- 2014
  -  Championne d'Autriche du contre-la-montre
  - Nagrade Ljubljana (contre-la-montre)
  - 2e des Auensteiner-Radsporttage
  - 3e du championnat d'Autriche sur route
- 2015
  -  Championne d'Autriche sur route
  -  Championne d'Autriche du contre-la-montre
- 2016
  -  Championne d'Autriche du contre-la-montre
  - 2e du championnat d'Autriche sur route
- 2017
  -  Championne d'Autriche sur route
  -  Championne d'Autriche du contre-la-montre
  - 4e étape du Gracia Orlova
  - 5e du championnat d'Europe du contre-la-montre
- 2018
  -  Championne d'Autriche du contre-la-montre

### Classements mondiaux
| Année          | 2012 | 2013 | 2014 | 2015 | 2016 | 2017 | 2018 |
| Classement UCI | 103e | 112e | 66e  | 79e  | 128e | 101e | 249e |